# Soyapango
Soyapango és una de les ciutats més densament poblades del Salvador, situada en l'àrea metropolitana de San Salvador.
Situada a 625 metres sobre el nivell del mar, té una extensió de 29,72 km². El 16 de maig de 1906 va rebre el títol de vila i el 21 de gener de 1969 el de ciutat. Des del 12 de juny de 1824 forma part del departament de San Salvador.
El seu nom prové dels vocables nàhuatl suyate (palmera), panti (bandera) i co (lloc): "terra de banderes de palmera".